# 鳥取県道・島根県道108号印賀奥出雲線
鳥取県道・島根県道108号印賀奥出雲線（とっとりけんどう・しまねけんどう108ごう いんがおくいずもせん）は鳥取県日野郡日南町から島根県仁多郡奥出雲町に至る一般県道である。

## 概要
鳥取県日野郡日南町印賀から島根県仁多郡奥出雲町大呂に至る。

### 路線データ
- 起点：鳥取県日野郡日南町印賀（鳥取県道48号阿毘縁菅沢線・鳥取県道・島根県道106号多里伯太線上、鳥取県道・島根県道105号本山伯太線交点）
- 終点：島根県仁多郡奥出雲町大呂（島根県道・鳥取県道107号横田伯南線交点）
- 総延長：20.6 km

## 歴史
- 1958年（昭和33年）
  - 5月27日 - 鳥取県告示第232号により印賀横田線として認定される[1]。
  - 6月13日 - 島根県告示第525号により印賀横田線として認定される[2]。
- 2006年（平成18年）3月31日 - 鳥取県告示第201号[1]・島根県告示第363号[2]により鳥取県道・島根県道108号印賀奥出雲線に改称する。

## 路線状況

### 重複区間
- 鳥取県道・島根県道106号多里伯太線（鳥取県日野郡日南町印賀（起点） - 日野郡日南町折渡）
- 鳥取県道48号阿毘縁菅沢線（鳥取県日野郡日南町印賀（起点） - 日野郡日南町下阿毘縁）
- 島根県道・鳥取県道9号安来伯太日南線（鳥取県日野郡日南町下阿毘縁）
- 島根県道・鳥取県道107号横田伯南線（鳥取県日野郡日南町下阿毘縁）

## 地理

### 通過する自治体
- 鳥取県
  - 日野郡日南町
- 島根県
  - 仁多郡奥出雲町

### 交差する道路
| 交差する道路 | 都道府県名 | 市町村名 | 市町村名 | 交差する場所           | 交差する場所 |
| --- | ---------- | -------- | -------- | ---------------------- | ------------ |
| 鳥取県道48号阿毘縁菅沢線 重複区間起点 鳥取県道・島根県道105号本山伯太線 鳥取県道・島根県道106号多里伯太線 重複区間起点 | 鳥取県     | 日野郡   | 日南町   | 印賀                   | 起点         |
| 鳥取県道・島根県道106号多里伯太線 重複区間終点                                                                         | 鳥取県     | 日野郡   | 日南町   | 折渡                   |              |
| 島根県道・鳥取県道9号安来伯太日南線 重複区間起点 鳥取県道48号阿毘縁菅沢線 重複区間終点                                 | 鳥取県     | 日野郡   | 日南町   | 下阿毘縁（しもあびれ） |              |
| 島根県道・鳥取県道107号横田伯南線 重複区間起点                                                                         | 鳥取県     | 日野郡   | 日南町   | 下阿毘縁               |              |
| 島根県道・鳥取県道9号安来伯太日南線 重複区間終点 島根県道・鳥取県道107号横田伯南線 重複区間終点                        | 鳥取県     | 日野郡   | 日南町   | 下阿毘縁               |              |
| 島根県道・鳥取県道107号横田伯南線 島根県道258号草野横田線 重複                                                         | 島根県     | 仁多郡   | 奥出雲町 | 大呂                   | 終点         |

### 沿線
- 印賀郵便局
- 奥出雲町立鳥上小学校
- 鳥上郵便局